# 万荣县
万荣县是中国山西省运城市所辖的一个县。縣人民政府駐解店鎮。

## 历史
万荣县1954年由万泉、荣河两县合并而成。万泉县，始置于唐武德三年，元曾省入猗氏后复置。荣河县，战国为魏汾阴邑，西汉置汾县属河东郡，唐开元十年以得“宝鼎”之祥改称宝鼎县，宋大中祥符四年改为荣河县。
1954年8月15日，万泉、荣河合并为万荣县，属晋南专区。1958年11月1日与河津、稷山合并为稷山县。1959年7月1日复置万荣县。1970年4月9日晋南专区分为临汾地区、运城地区，万荣县属运城地区。

## 地理
万荣县地处晋西南黄土高原，黄河与汾河交汇处，全县总面积1080.5平方公里。最高点稷王山主峰法云寺海拔1411.2米。

## 行政区划
万荣县下辖5个镇、9个乡：
解店镇、通化镇、汉薛镇、荣河镇、裴庄镇、万泉乡、里望乡、西村乡、南张乡、高村镇、皇甫乡、贾村乡、王显乡和光华乡。

## 交通
209国道、233省道、237省道

## 人口
2022年末，萬榮縣常住人口為35.41萬人。
2020年未，第七次全国人口普查數據顯示：全县总人口为361956人。

## 经济
工业有磁材、医药、化工建材、金属镁、焦化、农副产品加工六大主导产业。

## 风景名胜
- 全国重点文物保护单位：万荣东岳庙、万荣后土庙、万荣稷王庙、万泉文庙、万荣稷王山塔、中里庄八龙寺塔、万荣旱泉塔、南阳村寿圣寺塔、薛瑄家庙及墓地、闫景李家大院
- 山西省文物保护单位：荆村遗址、汾阴古城址及墓地、北辛舍利塔
- 万荣县文物保护单位
- 孤峰山

## 名人
王国正、傅作义、薛举、薛元超、杜任之、卫聚贤、解荣辂、杜岗